# 오늘 밤은 어둠이 무서워요
오늘 밤은 어둠이 무서워요는 네이버 웹툰 작가인김진 작가의 웹툰으로, 오즈랜드의 이윤창 작가와 연애를 하면서, 혼자 독립을 해서 산다는 내용의 에피소드 즉 생활툰으로 되어있는 만화다. 지금은 완결이 되어 있다.